# Shōsuke Katayama
Shōsuke Katayama (jap. 片山 奨典 Katayama Shōsuke; ur. 8 września 1983) – japoński piłkarz występujący na pozycji obrońcy. Obecnie występuje w Roasso Kumamoto.

## Kariera klubowa
Od 2006 roku występował w klubach Nagoya Grampus, Yokohama FC i Roasso Kumamoto.